# Aruba ai Giochi della XXXII Olimpiade
Aruba ha partecipato ai Giochi della XXXII Olimpiade, che si sono svolti a Tokyo, Giappone, dal 23 luglio all'8 agosto 2021 (inizialmente previsti dal 24 luglio al 9 agosto 2020 ma posticipati per la pandemia di COVID-19) con una delegazione di 3 atleti impegnati in 2 discipline.

## Delegazione
| Sport             | Uomini | Donne | Totale |
| ----------------- | ------ | ----- | ------ |
| Nuoto             | 1      | 1     | 2      |
| Tiro a segno/volo | 1      | -     | 1      |
| Totale            | 2      | 1     | 3      |

### Nuoto
Maschile
| Atleta           | Evento             | Batterie | Batterie  | Semifinali      | Semifinali      | Finale          | Finale          |
| Atleta           | Evento             | Tempo    | Posizione | Tempo           | Posizione       | Tempo           | Posizione       |
| ---------------- | ------------------ | -------- | --------- | --------------- | --------------- | --------------- | --------------- |
| Mikel Schreuders | 100 m stile libero | 49.31    | 30º       | non qualificato | non qualificato | non qualificato | non qualificato |
| Mikel Schreuders | 200 m stile libero | 1:49.43  | 33º       | non qualificato | non qualificato | non qualificato | non qualificato |

Femminile
| Atleta         | Evento            | Batterie | Batterie  | Semifinali      | Semifinali      | Finale          | Finale          |
| Atleta         | Evento            | Tempo    | Posizione | Tempo           | Posizione       | Tempo           | Posizione       |
| -------------- | ----------------- | -------- | --------- | --------------- | --------------- | --------------- | --------------- |
| Allyson Ponson | 50 m stile libero | 26.03    | 39ª       | non qualificata | non qualificata | non qualificata | non qualificata |

### Tiro a segno/volo
Maschile
| Atleta        | Evento                     | Qualificazione | Qualificazione | Finale          | Finale          |
| Atleta        | Evento                     | Punteggio      | Classifica     | Punteggio       | Classifica      |
| ------------- | -------------------------- | -------------- | -------------- | --------------- | --------------- |
| Philip Elhage | Pistola10 m aria compressa | 556            | 35º            | non qualificato | non qualificato |